# 雌阿寒岳
雌阿寒岳（日语：／）是一座位於日本北海道阿寒地區的活火山。標高1,499公尺。在愛努語被稱為matne-sir/マチネシリ。雌阿寒岳是深田久彌選定的日本百名山之一，至今仍然有噴發活動。最近的一次小規模噴發是在2006年3月21日。

## 概要
雌阿寒岳跨越釧路市與足寄町。雖然國土地理院的正式山名為雌阿寒岳，但深田久彌的百名山等所稱為阿寒岳多是指雌阿寒岳。
另外冠上阿寒的山岳還有雌阿寒岳附近的阿寒富士（1,476m）、稍遠的雄阿寒岳（1,371m）。三座皆為火山，但現在僅剩雌阿寒岳仍有火山活動。登山家深田久彌造訪的1959年與最近一次的1998年都有小規模噴火與降下火山灰。2006年3月21日再次發生小規模噴火。
登山道有遠內多湖湖畔路線、雌阿寒溫泉路線、以及阿寒湖畔路線等等，一般多使用遠內多湖與雌阿寒溫泉路線。兩條路線在夏季登頂需花費三小時左右，高低差約800公尺。在北海道各山岳的登山路線中，雌阿寒岳登山路線整備較為完善、視野亦良好，適合家族與入門者攀登。不過受到火山活動的影響，需注意是否有限制登山的情況。山頂有石碑紀念1972年因落雷而死亡的小學生。

## 周邊地理
阿寒周邊有許多被熔岩堰塞形成的湖泊，例如雄阿寒岳山麓以毬藻聞名的觀光地阿寒湖、交通不便保留自然景觀的下之湖與上之湖。雌阿寒岳山麓有被原生林包圍的雌阿寒溫泉（野中溫泉）與過去有秘湖之稱的遠內多湖。

## 火山活動

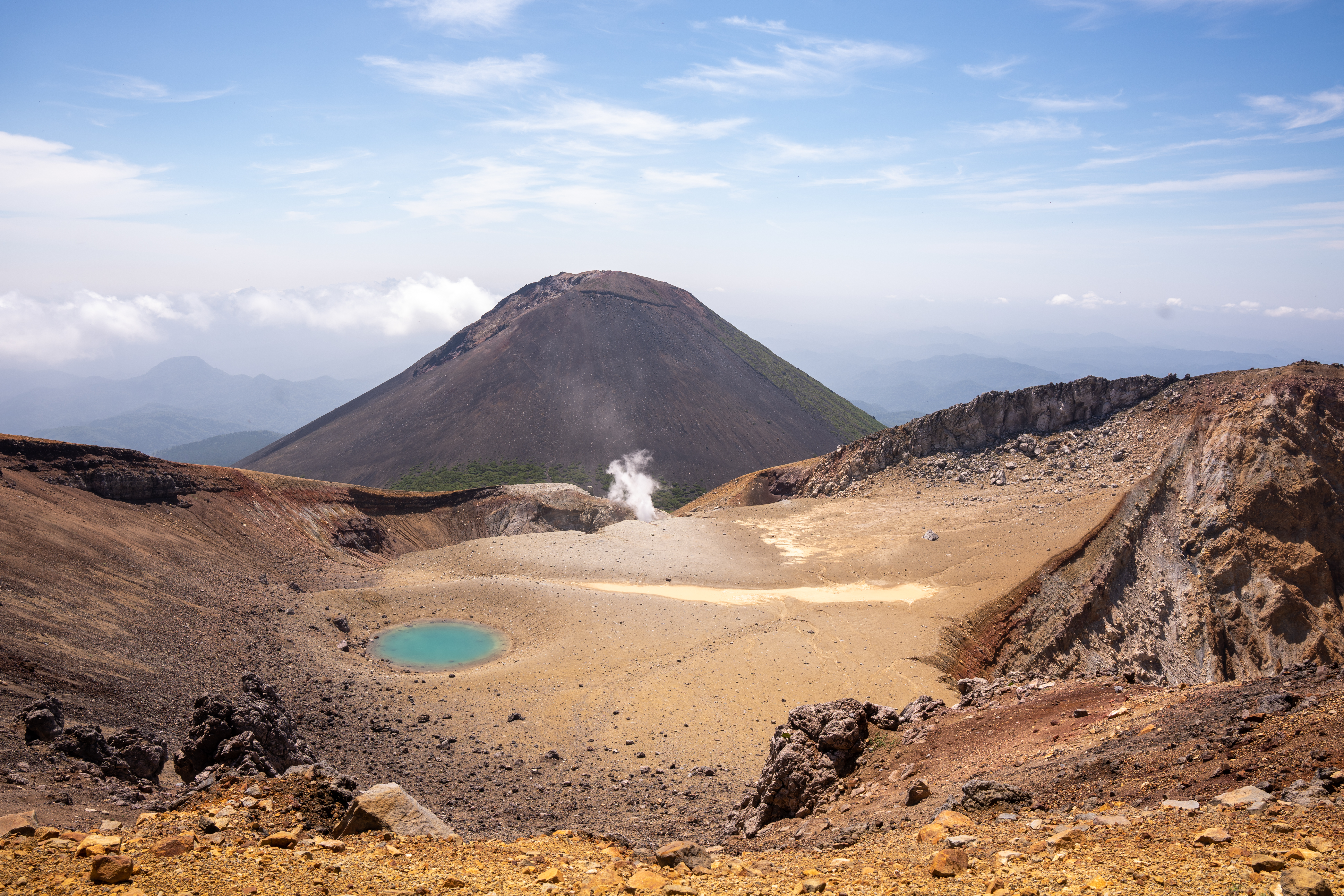
火山口底的青沼

山頂上有巨大火山口，其周邊與山麓可見多個噴氣口。火山口底有雨水形成的小型湖沼。過去曾有赤沼、青沼、小赤沼三個湖沼，但因80年代後半開始活躍的火山活動造成地熱上昇，小赤沼現已乾涸。
氣象廳設有地震計與空氣振動計觀測観測火山性微動與空氣振動。2006年12月16日導入火山噴發預警級別。

### 噴火歷史

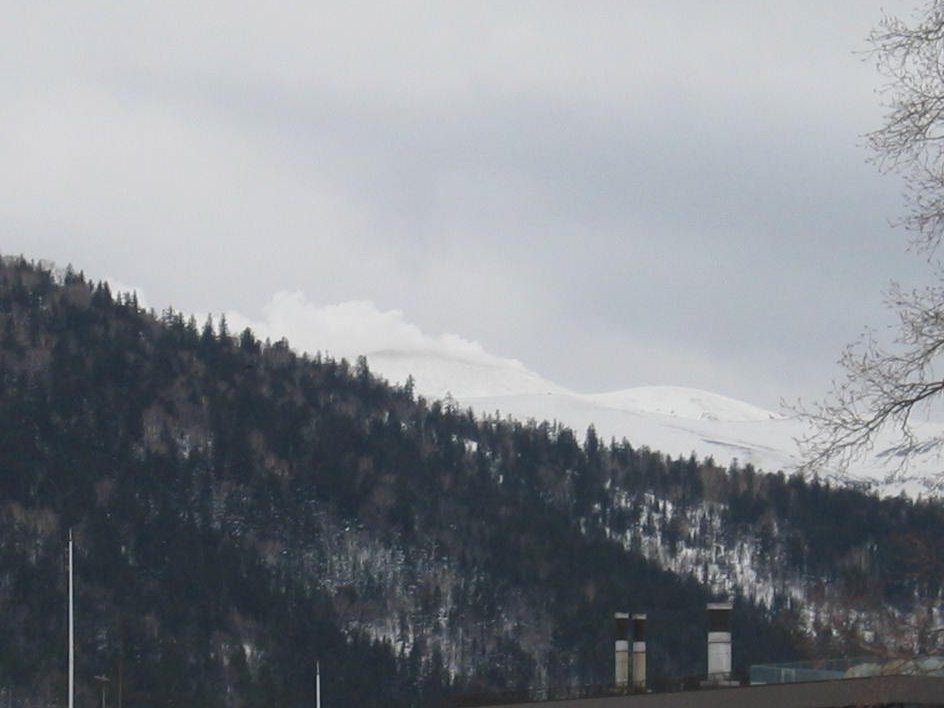
2006年小規模噴火後的噴氣（3月21日）

噴火活動主要出現在小女山（ポンマチネシリ）火山口及中女山（中マチネシリ）火山口，但在1900年代初期居民遷入周邊地區以前並沒有詳細的觀測紀錄。火山周邊為無人地帶，僅有國道與道道、以及少數宿泊設施，加上沒有大規模噴火活動，目前並未對人類造成直接的傷害。目前觀測到的噴火多為蒸汽爆炸。
- 1951年7月至1952年2月：間歇性鳴響。

- 1952年3月：十勝沖地震後數日間發生鳴響[4]。
- 1954年至1961年：間歇性小噴火、降火山灰。範圍擴及東北方70公里的網走市、東方40公里的弟子屈町。

- 1964年至1966年：間歇性小噴火。
- 1988年：小噴火。
- 1996年：小噴火。北側產生半徑約50公里左右的甜甜圈狀微量降灰。
- 2006年：小噴火。火山口西側因小規模融雪形成泥流。

## 植物
山麓樹林帶可見魚鱗雲杉、薩哈林雲杉、岳樺等北海道原生林樹種。標高900公尺以上可見偃松林。標高1,100m以上則為高山植物帶。
標高1,200m以上多屬火山砂地，在某些地方可見高山植物群。以前登山道附近有「高山植物女王」之稱的奇妙荷包牡丹，但因登山者的採伐大幅減少。
山腰的偃松帶在秋季有松茸生長，但因位於阿寒摩周國立公園中因此禁止摘取。

## 圖片

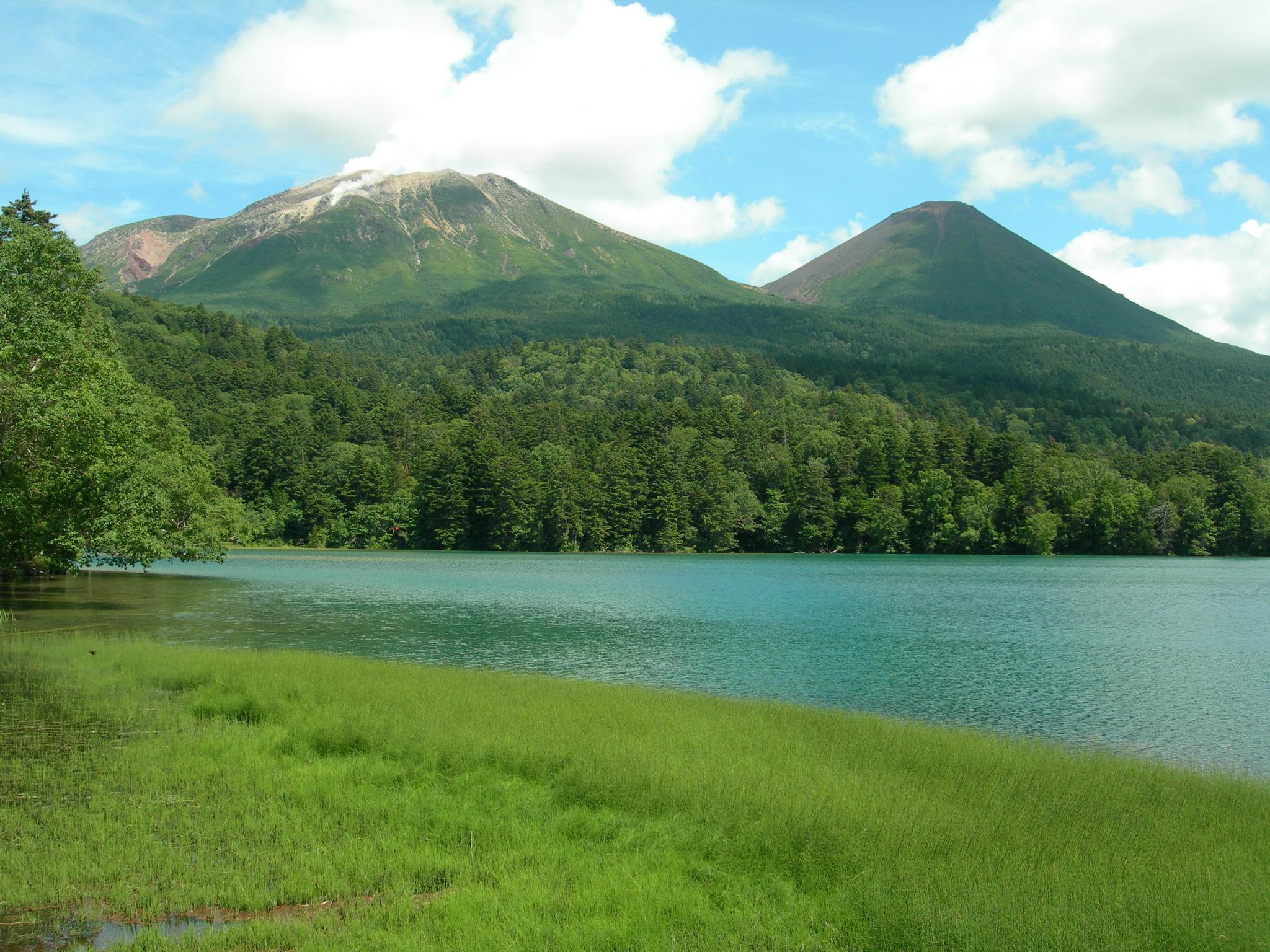
遠內多湖所見的雌阿寒岳（左）與阿寒富士(右)
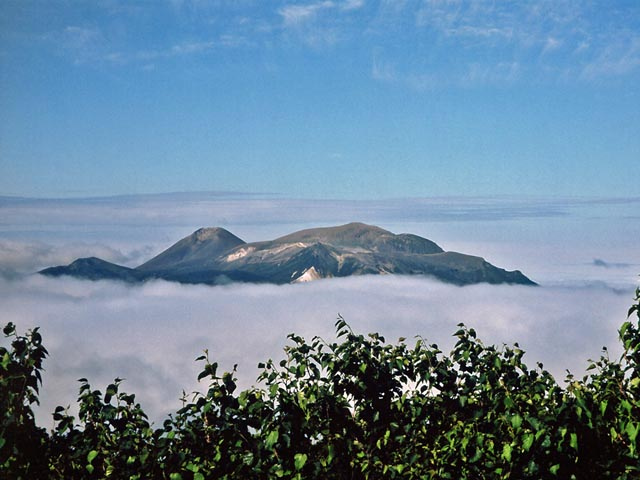
雄阿寒岳五合目所見的雌阿寒岳

## 關連項目
- 日本百名山
- 阿寒摩周國立公園
- 阿寒湖
- 毬藻
- 阿寒川

## 外部連結
- 国土地理院 地図閲覧サービス 2万5千分1地形図名：オンネトー(北見) （页面存档备份，存于）